# Аргеј I
Аргеј I је био краљ античке Македоније од 678. п. н. е. до 640. п. н. е. Допуштајући тридесет година за распон просјечне генерације од почетка Архелајеве владавине 413. п. н е., британски историчар Николас Хамонд процјенио је да је Аргеј владао око 623. п. н. е.
Према Херодоту и Тукидиду, Аргеј је био други краљ Македоније. Међутим, много каснија традиција биљежи Карана као оснивача Македоније и стога Аргаја као петог краља. Ову неисторијску тврдњу модерне науке скоро универзално одбацују као пропаганду измишљену на двору Аргеадa током владавине Филипа II.
Према грчком писцу Полијену из 2. вијека, Аргеј је преварио илирског краља Таулантија, Галаура, обукао мушкарце у жене са вијенцима и тирсима (штаповима), блиско повезаним са Дионизовим култом.
| Пердика I | Македонски краљеви 678 — 640. п. н. е. | Филип I Македонски |